# Phidippus morpheus
Phidippus morpheus är en spindelart som beskrevs av Edwards 2004. Phidippus morpheus ingår i släktet Phidippus och familjen hoppspindlar. Inga underarter finns listade i Catalogue of Life.